# Double Jeu (film, 1999)
Pour les articles homonymes, voir Double Jeu.
Pour plus de détails, voir Fiche technique et Distribution.
Double Jeu ou Double Condamnation au Québec (Double Jeopardy) est un film américain réalisé par Bruce Beresford et sorti en 1999.

## Synopsis
Elizabeth « Libby » Parsons (Ashley Judd) part avec son mari Nicholas « Nick » (Bruce Greenwood) pour une excursion en pleine mer à bord du Morning Star, leur nouveau voilier. Elle se réveille au milieu de la nuit, seule et couverte de sang. Des taches de sang recouvrent le sol et elle trouve sur le pont un couteau ensanglanté. À ce moment-là, des garde-côtes font leur apparition. Au vu des circonstances, et comme elle est bénéficiaire d'une assurance-vie d'un montant de deux millions de dollars, Libby est inculpée du meurtre de son mari.
Au procès ressort une preuve accablante : l'enregistrement d'un appel reçu par les garde-côtes où l'on entend Nick se dire blessé et appeler au secours en désignant explicitement sa femme comme son assaillante. Condamnée à une lourde peine, Libby demande à sa meilleure amie, Angela « Angie » Green (Annabeth Gish), d'adopter son fils Matty. Pour subvenir à leurs besoins, elle lui remet l'argent de l'assurance.
Angela lui rend régulièrement visite en prison avec Matty, mais après quelques semaines, elle ne donne plus de nouvelles et ne répond plus au téléphone. Libby, au bout d'un mois, a l'idée d'appeler son ancien employeur en se faisant passer pour elle. Elle apprend alors avec surprise qu'Angela a déménagé à San Francisco. Ayant obtenu son nouveau numéro, elle l'appelle immédiatement. Après lui avoir reproché de ne plus avoir donné de nouvelles, elle demande à parler à son fils. Pendant la conversation, quelqu'un entre dans l'appartement et Matty s'écrie « Papa ! », avant que la communication ne soit brutalement interrompue. Libby comprend que son mari est toujours en vie et qu'elle a dû être l'objet d'une machination. Mais elle n'a aucun moyen de le prouver, et ne peut obtenir sa libération. Sur les conseils d'une codétenue, ex-avocate, elle prépare sa vengeance pour sa sortie de prison en s'appuyant sur une interprétation de la loi dite Double Jeopardy qui interdit à une même personne d'être jugée deux fois pour les mêmes faits, dans son cas le meurtre de son mari.
Six ans plus tard, Libby est libérée sur parole. Elle doit passer trois ans de probation à Seattle dans un foyer aux règles très strictes : les pensionnaires n'ont pas le droit de boire d'alcool et le couvre-feu est à 20 h 30 tous les soirs. À la moindre infraction au règlement, Travis Lehman (Tommy Lee Jones), l'officier de probation qui tient le foyer, renvoie impitoyablement ses pensionnaires en prison. Mais Libby n'abandonne pas. Elle est décidée à employer toute sorte de stratagèmes pour retrouver la trace de son fils. Travis aura fort à faire avec elle, mais il finira par l'aider.

## Fiche technique
- Titre original : Double Jeopardy
- Titre français : Double jeu
- Titre québécois : Double Condamnation
- Réalisation : Bruce Beresford
- Scénario : David Weisberg et Douglas S. Cook
- Directeur de la photographie : Peter James, A.S.C. A.C.S.
- Décors : Howard Cummings
- Montage : Mark Warner
- Costumes : Rudy Dillon et Linda Bass, garde-robe d'Ashley Judd sélectionnée chez Giorgio Armani
- Musique : Normand Corbeil
- Production : Leonard Goldberg
- Sociétés de distribution : United International Pictures, Paramount Pictures
- Coproducteur : Richard Luke Rotschild
- Casting : Deborah Aquila, A.S.C. et Sarah Halley Finn, C.S.A.
- Pays de production :  États-Unis
- Langue originale : anglais
- Format : couleur
- Genre :  Thriller
- Durée : 105 minutes
- Dates de sortie :  
  - États-Unis : 24 septembre 1999
  - France : 5 avril 2000

## Distribution
- Ashley Judd (VF : Martine Irzenski) : Elizabeth « Libby » Parsons
- Tommy Lee Jones (VF : Claude Giraud) : Travis Lehman, officier de probation
- Bruce Greenwood (VF : Jérôme Keen) : Nicholas « Nick » Parsons, mari de Libby
- Annabeth Gish (VF : Emmanuèle Bondeville) : Angela « Angie » Green, amie de Libby, maîtresse de Nick
- Roma Maffia : Margaret
- Dave Hager (VF : Benoît Allemane) : Jim Mangold
- Jay Brazeau : Bobby Long
- Michael Gaston : Cutter
- Daniel Lapaine (VF : David Krüger) : le jeune dragueur expert d'Internet
- Benjamin Weir : Matty à 4 ans
  - Spencer Treat Clark : Matty à 11 ans
- Davenia McFadden : Evelyn
- Michelle Stafford : Suzanne Monroe
- Betsy Brantley : la représentante du ministère public
- Babz Chula : Ruby
- Tom McBeath (VF : Gérard Darier) : le garde-côte
- Ben Bodé (VF : Guillaume Orsat) : Karl Carruthers
- Bernard Cuffling (VF : Jacques Ciron) : le propriétaire de la galerie
- Michael Shannon Jenkins (en) (VF : Axel Kiener) : le portier
- Charlie Detraz (VF : Jean-Yves Chatelais) : le commissaire-priseur
- Fulvio Cecere (VF : Alain Choquet) : le vendeur de BMW
- Joy Cochhill (VF : Jane Val) : la voisine dans le jardin
- George Touliatos (VF : Jean-Claude Sachot) : le barman de la Nouvelle-Orléans

Source et légende : Version française (V. F.) sur AlloDoublage

## Distinctions
- Récompense des Blockbuster Entertainment Awards en 2000 pour Ashley Judd, comme meilleure actrice dans un film de suspense.
- 2 nominations aux Blockbuster Entertainment Awards en 2000 pour Tommy Lee Jones comme meilleur acteur dans un film de suspense et pour Bruce Greenwood comme meilleur second rôle dans un film de suspense.
- Nomination aux MTV Movie Awards pour Ashley Judd comme meilleure performance féminine.

## Analyse
La loi Double Jeopardy (litt. « double mise en danger ») est mentionnée pour la première fois par l'ex-avocate amie de Libby en prison. Elle affirme que, puisque Libby a déjà été jugée et condamnée pour le meurtre de son mari, elle ne peut pas l'être une deuxième fois. Elle pourrait donc tuer Nick, si elle le retrouve, sans risquer de conséquences légales. Cette interprétation de la loi est répétée par Libby devant son mari pour l'effrayer et le convaincre de lui rendre son fils[réf. souhaitée].